# 石本裕之
石本 裕之（いしもと ひろゆき、1958年 - ）は、日本の詩人、作家、教育者。宮沢賢治の研究者。旭川文学資料研究会理事や旭川工業高等専門学校教授を務めた。

## 略歴
- 1982年（昭和57年）- 北海道大学文学部卒業。
- 1984年（昭和59年） - 北海道大学大学院文学研究科修士課程修了。
- 1984年（昭和59年）- 北海道名寄工業高等学校（現北海道名寄産業高等学校）国語教諭として赴任。
- 1988年（昭和63年）- 北海道札幌月寒高等学校国語教諭として赴任。
- 1993年（平成5年）- 旭川工業高等専門学校助教授に就任。

## 専門分野
- 中国哲学
- 国文学

## 学会・その他の活動
- 日本中国学会
- 全国漢文教育学会
- 宮沢賢治学会
- 北海道中国哲学会
- 旭川国語国文学会
- 旭川地方作文
- 教育研究会
- 小熊秀雄賞選考委員（2008年 - 2017年）

## 著書
- 宮沢賢治　イーハトーブ札幌駅 （響文社 2005年8月15日出版）
- 『荘子』の中の孔子　（響文社 2005年8月　出版）
- 読みつづる授業　（構想実践論集編集委員会 2008年出版）